# 加利欽齊
49°44′0″N 26°20′38″E / 49.73333°N 26.34389°E
哈利欽齊（烏克蘭語：Гальчинці）是位於烏克蘭西部的村莊，由赫梅利尼茨基州裡赫梅利尼茨基區的泰奧菲波爾市鎮負責管轄。該村始建於1579年，面積2.327平方公里，海拔高度306米，2001年人口712。